# Замок Бьяр
Замок Бьяр (так же используется написание Замок Биар) (исп. Castillo de Biar) — изначально арабское, позже перестроенное католиками, фортификационное сооружение в городе Бьяр, провинции Аликанте на юго-востоке Испании. Заложен в XII веке, правителями мусульманской династии Альмохады, о чем свидетельствует название крепости «Biar», которое происходит от арабского языка и в переводе означает «колодец», согласно мнению историков замок был назван в честь одноименного поселения. В 1245 году был завоеван католиками, дважды подвергался перестройкам в конце 1260-х годов и в 1293 году.

## История
В позднюю эпоху Реконкисты, область современного города Бьяр была границей между христианскими королевствами Кастилии и Арагона и мусульманской Мурсии (части Аль-Андалус). Именно на этом месте мусульманами в XII веке был заложен замок-крепость. Местом для строительства была выбрана гора.
В XIII веке замок был взят христианами под предводительством короля Хайме I, однако после захвата, король принял решение не выселять из замка мусульманское население и позволил ему некоторое время жить в замке. В 1265 году замок ненадолго вновь перешел в руки мавров, однако после подавления восстания был передан в руки Арнау де Монцо, который осуществил первую значительную реконструкцию строения. В 1293 году король Арагона Хайме II приказал усилить оборонительные возможности замка, который продолжал играть важную роль на границе между Арагоном и Кастилией. В замке были выстроены казармы а так же многочисленные сооружения хозяйственного назначения.
В 1375 году замок подвергся безуспешной осаде войсками кастильского короля Педро I, в ходе конфликта между Кастилией и Арагоном. В XIV веке, после объединения Кастилии и Арагона замок теряет своё стратегическое значение, и несмотря на постоянное проживание в замке людей, постепенно начинает ветшать и разрушаться.
В 1931 году обрел статус историко-художественного национального памятника Испании, на протяжении многих веков является собственностью города.

## Строение замка
Замок представляет собой концентрическое сооружение с главной башней (дижоном) на вершине горы и двумя поясами стен по склонам горы, ранее имелся и третий пояс стен который полностью опоясывал город Бьяр. Высота центральной башни 19 метров, выполнена она в форму квадрата, имеет три уровня и большую смотровую площадку на верху. Южная сторона замка находится на склоне и оборонительной стены не имеет. Северная сторона строения состоит их двух хозяйственных двориков, расположенных в два уровня один над другим. Центральные ворота располагаются с восточной стороны замка. Окружают замок достаточно толстые каменные стены, от каменного ограждения второго пояса остались частичные детали.
В замке располагается этнографический музей, а так же старинное здание городского управления.

## Галерея

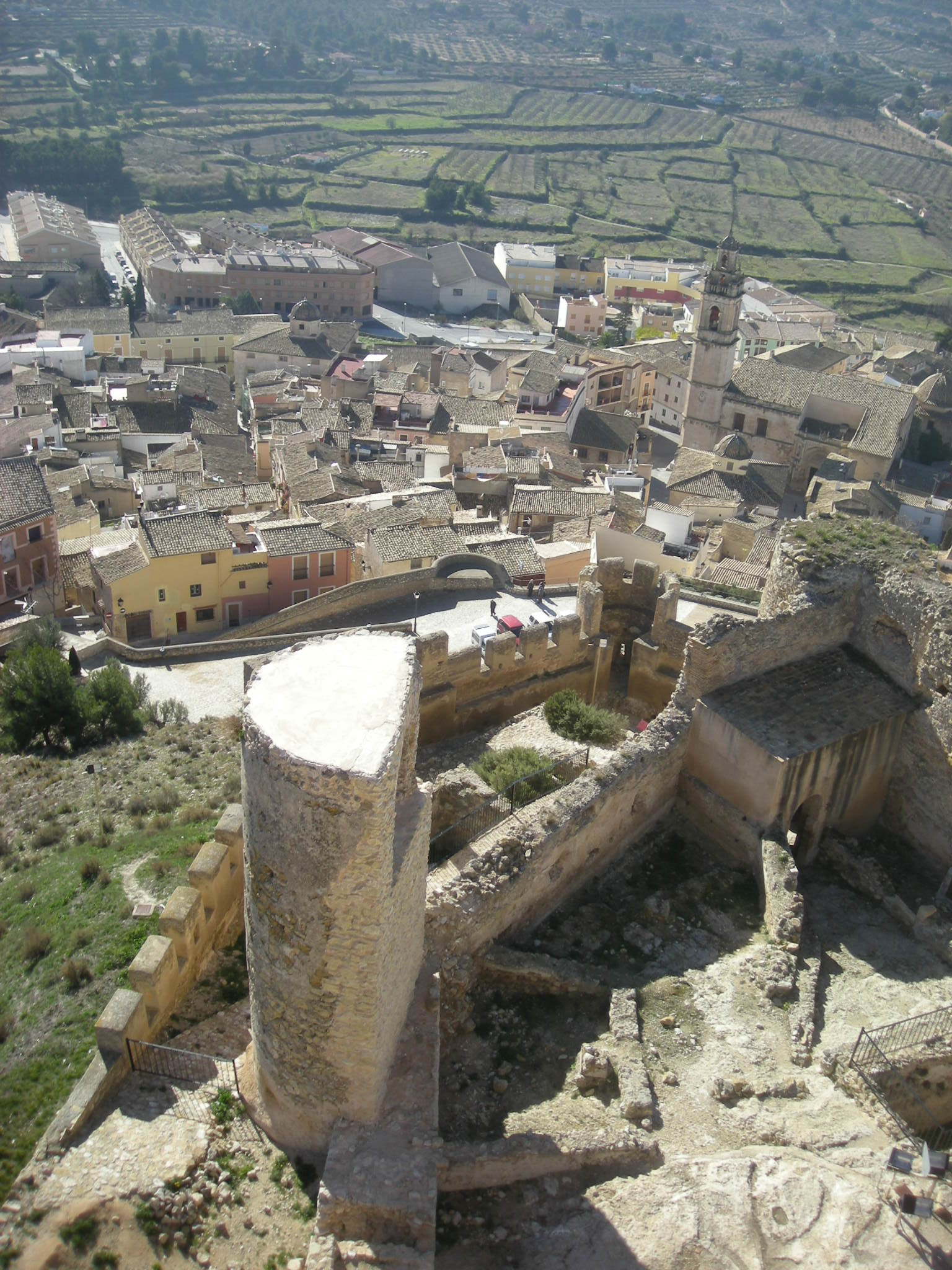
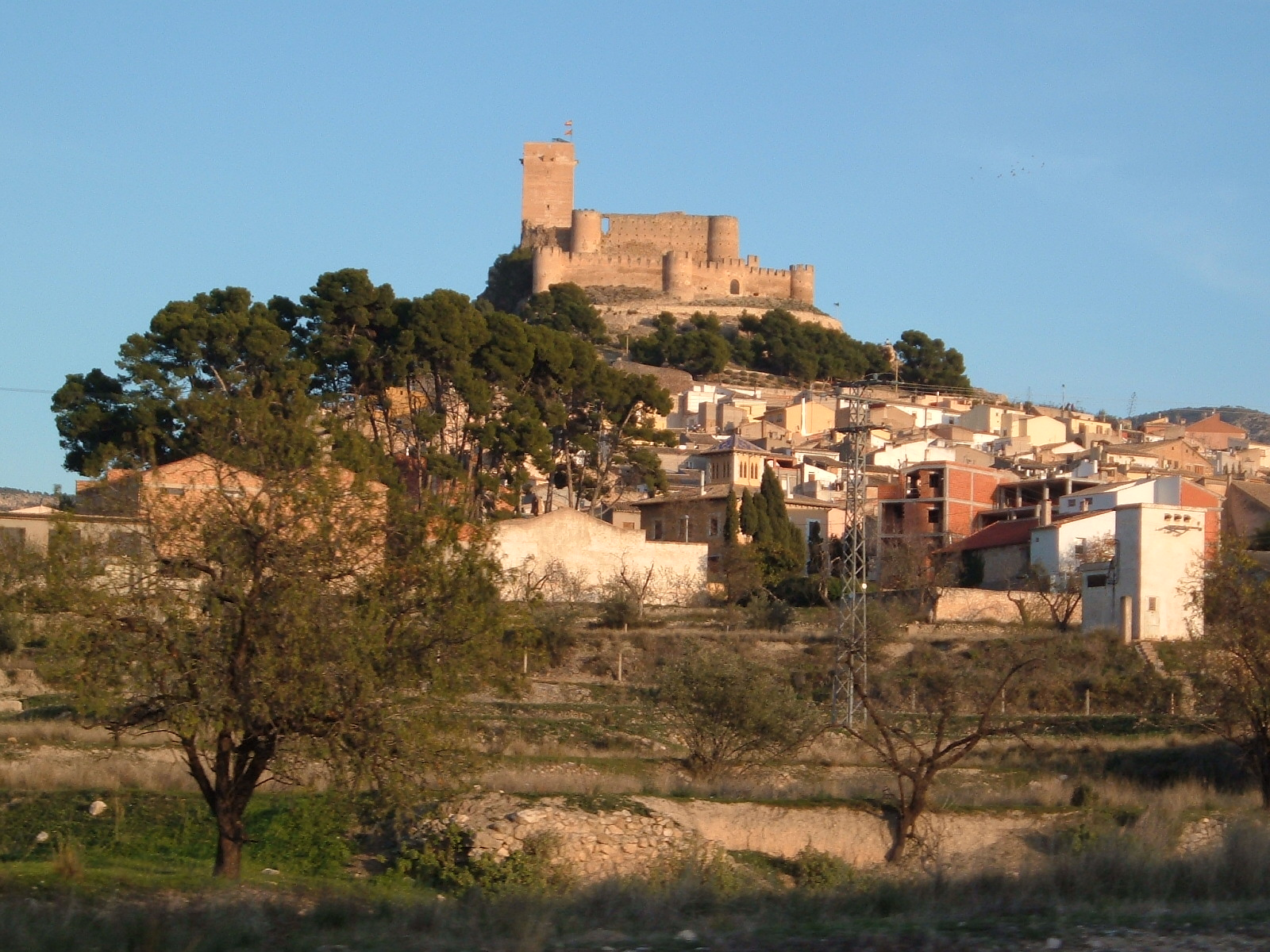
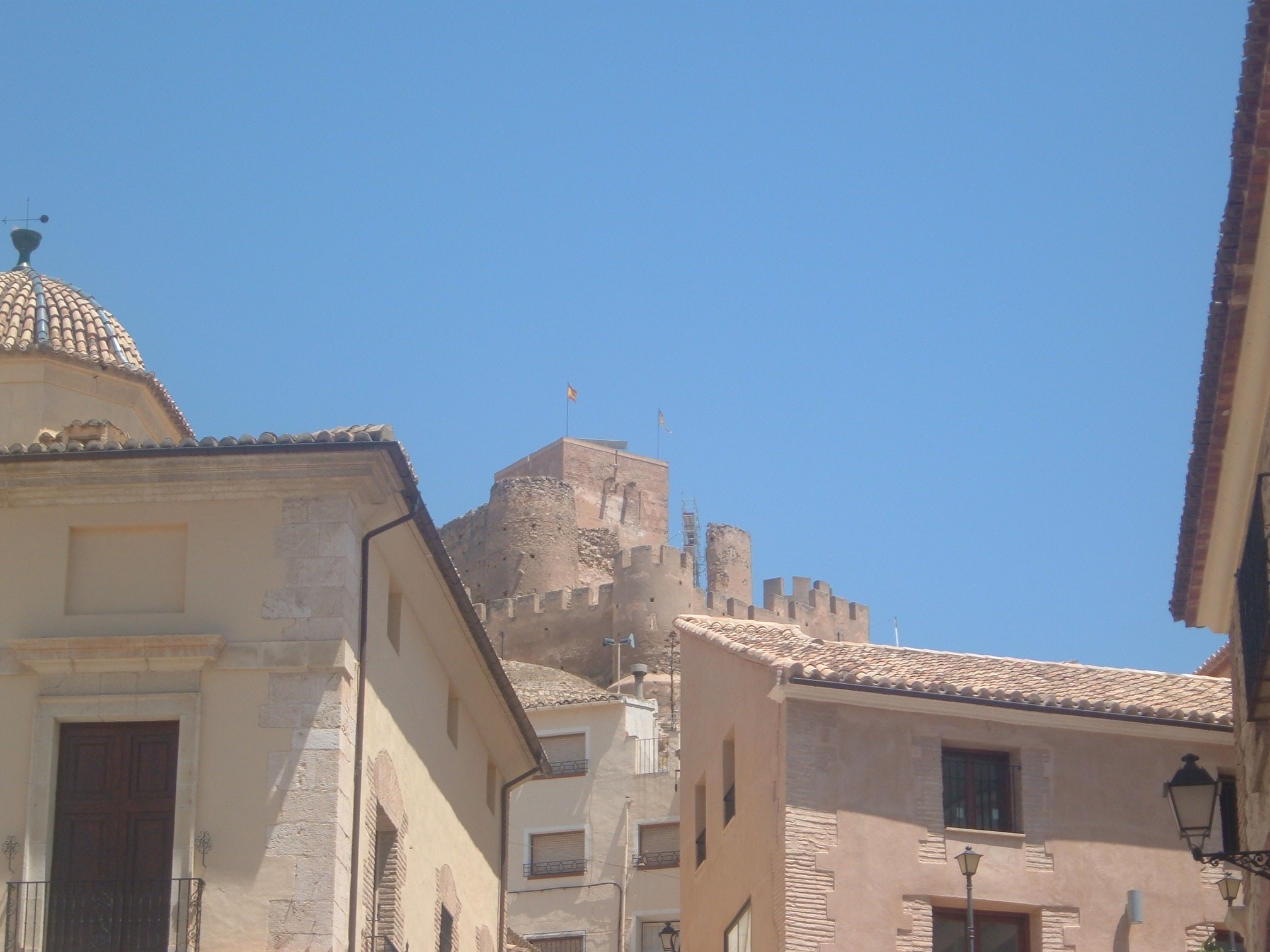
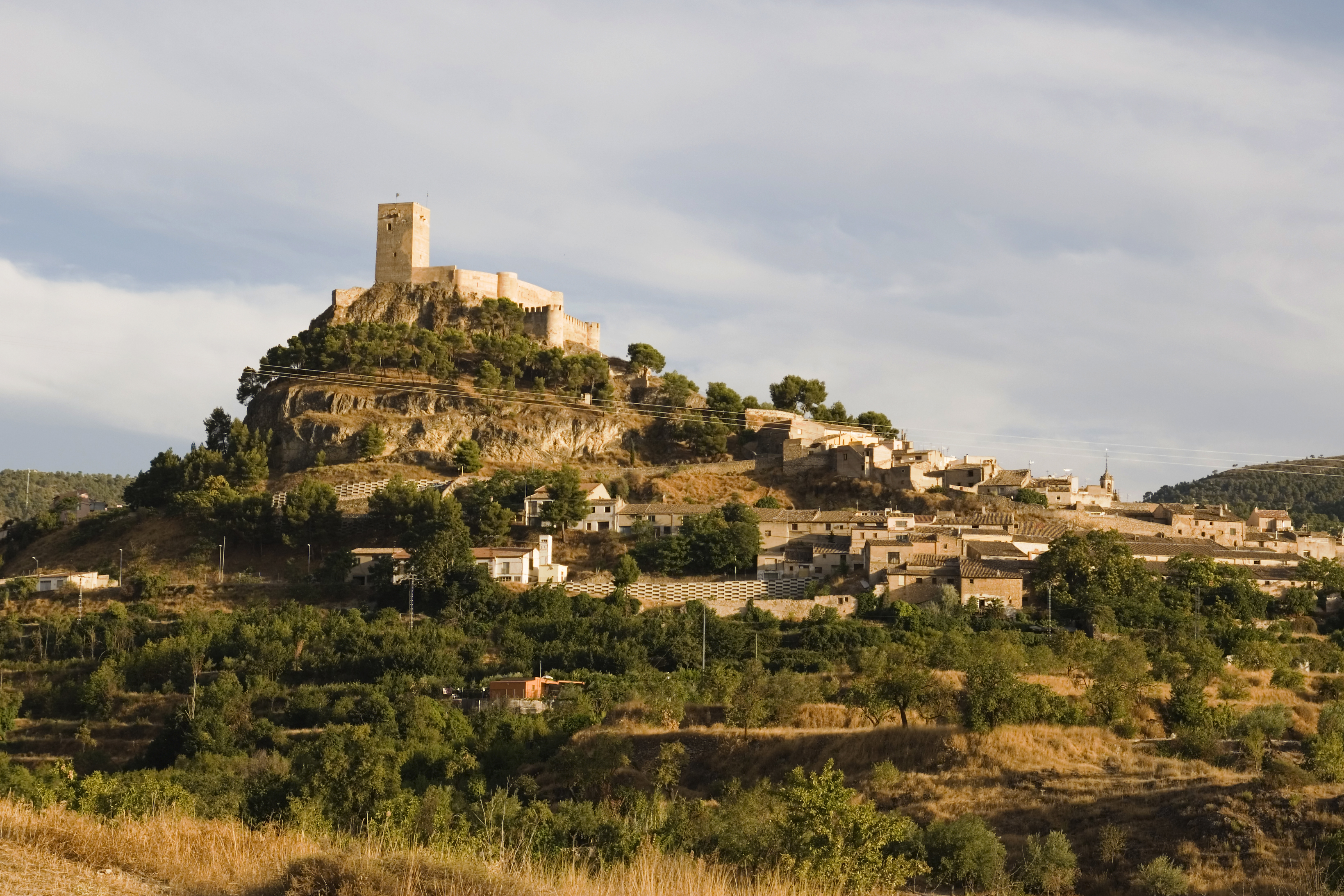
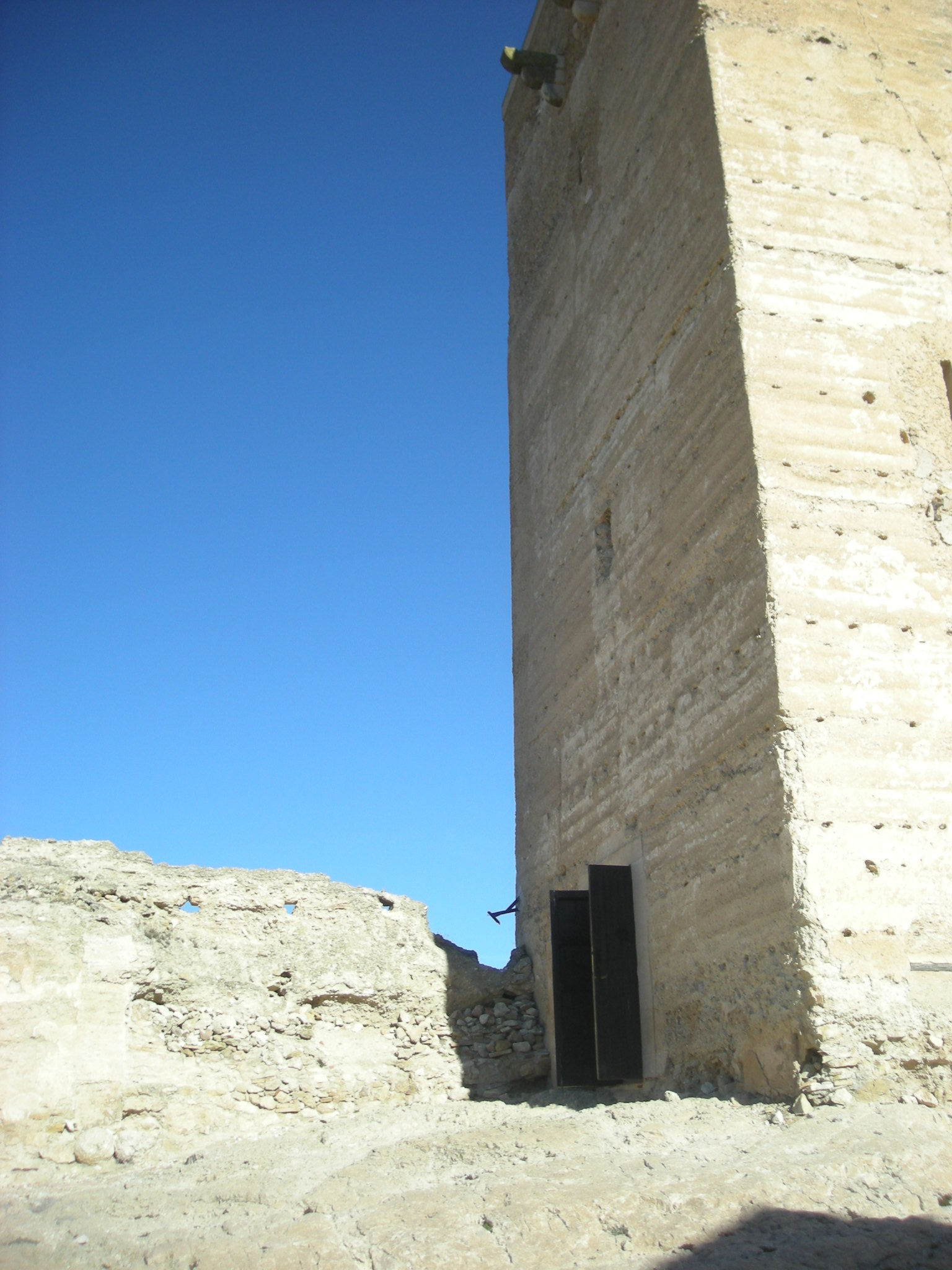